# Two and a Half Men

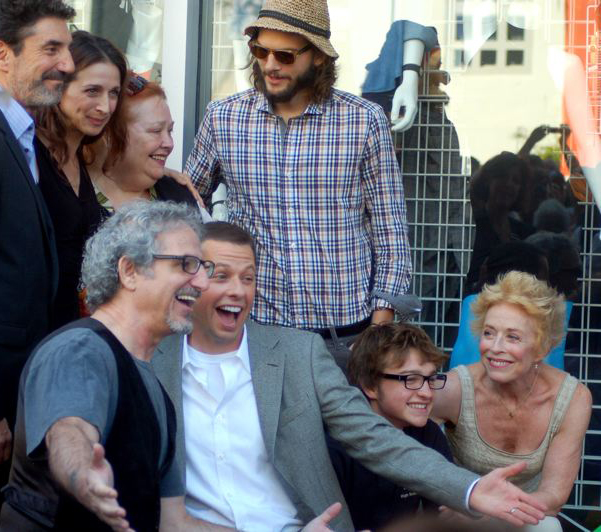
Chuck Lorre, Marin Hinkle, Conchata Ferrell, Ashton Kutcher, Lee Aronsohn, Jon Cryer, Angus T. Jones i Holland Taylor.

Two and a Half Men és una sèrie de comèdia dels Estats Units que es va estrenar el 22 de setembre del 2003. La sèrie protagonitzada per Charlie Sheen (Charlie), Ashton Kutcher (Waldon) i Jon Cryer (Alan) va aconseguir una audiència de 13,4 milions, arribant a una reeixida poc vista aleshores als Estats Units. La sèrie tracta sobre la relació que tenen els dos germans i el seu nebot al conviure a la mateixa casa després de tants anys sense veure's. La sèrie fou cancel·lada el 2015 després de 12 temporades.

## Argument
Aquesta sèrie tracta sobre la vida de dos germans, l'Alan i el Charlie i el fill de l'Alan, Jake. Quan l'Alan es divorcia de la seva esposa, ell i el seu fill se'n van a viure amb el seu germà Charlie, un pianista ric i famós que té molt èxit amb les dones. A mesura que passen els capítols, es forma una relació de família que mai havia existit i fins i tot, comencen estimar la seva mare, una persona que havien sempre odiat per la mala infància que els havia donat. En relació amb les dones, l'Alan és el germà «fracassat» que tracta les dones com un cavaller però se'n surt, en canvi, en Charlie, que tracta les dones com si fossin solament diversió, cada nit està amb una diferent sense que li importi com se senten les altres. Finalment, acaba tenint alguna parella estable al llarg de la sèrie.
El seu fill es presenta com un nen una mica beneit, que menja molt i sobretot que al pas dels anys no ha madurat ni una mica, igual que el seu oncle Charlie.

## Temporades

### 1a temporada:
La temporada comença amb l'aparició de l'Alan, quan amb el seu fill de deu anys apareix a casa del descuidat i despreocupat Charlie. Cada dia hi ha un problema nou. En aquesta temporada veiem per primera vegada la Berta, la dona de fer feines que sempre he comèdia utilitzant el sarcasme i la Rose, una noia que va estar una nit amb en Charlie però que després d'això, s'enamora d'ell i no el para d'acusar totes hores i a tots els llocs que va.

### 2a temporada:
Després de l'èxit de la primera temporada, se'n va filmar una segona amb tres nous personatges secundaris: Sean Penn, Elvis Costello i Harry Dean Stanton (interpretant-se a ells mateixos) com a amics d'en Charlie que es reuneixen de tant en tant per fer teràpia. L'Alan, que se'n sent exclòs, per primera vegada s'adona que el seu germà només l'ha acceptat a casa seva perquè és familiar i no perquè és amic. Capítols després, en Charlie confessa moltes de les coses que va fer ell i de les quals van culpar el seu germà de fer-les quan eren petits. Com a la temporada anterior, en Charlie demostra el seu poc respecte cap a les dones, ja que les tracta com a objectes de diversió i fins i tot, al casament d'una amiga seva, intenta seduir l'esposa. Per altra banda, en Jake, continua igual que sempre i fins i tot comença a portar-se malament a l'escola amb l'excusa d'estar malament per culpa del divorci dels seus pares. Gràcies a aquest fet, comencen a freqüentar les visites de la Judith, la mare d'en Jake i l'esposa de l'Alan. La Judith, després de la separació amb el seu marit, comença una nova relació amb el pediatre d'en Jake.

### 3a temporada:
En aquesta temporada, l'Alan intenta reconciliar-se amb la seva ex- dona, ja que ell encara no ho ha superat però en el seu cas ella, no en vol saber res d'ell. En Charlie, continua igual que sempre però una nit pren la mala decisió de dormir amb la Rose, decisió que provoca la visita del seu pare (pare real d'en Charlie Sheen).
Més endavant, en Charlie demana al Jake que s'apunti a ballet per poder coquetejar amb la seva professora, una noia molt guapa que es diu Mia. Mentrestant, l'Alan s'enamora de la Kandi, una jove que va sortir amb en Charlie anys abans i que ara surt amb l'Alan. Durant tota la temporada, la Kandi compara la forma de ser dels dos germans i això posa una mica nerviós l'Alan. En Charlie comença per primera vegada una relació seriosa però tal com diu la paraula, és seriosa i, per tant, no pot fer les mateixes coses que feia abans i això li costarà bastant afrontar-lo.
En Jake, continua tenint problemes a l'escola però ja no li funciona l'excusa de la situació familiar així que cada cop el castiguen més sovint. A la fi de la temporada, la Kandi se’n va a viure a casa de l'Alan tot i que en veritat es casa d'en Charlie.

### 4a temporada:
En Charlie decideix no casar-se amb la Mia quan aquesta li diu que si es casa amb ella, l'Alan s'haurà d'anar a viure a un altre lloc i ell això no ho pot fer, ja que és el seu estimat germà. Per no malbaratar el casament, l'Alan decideix casar-se amb la Kandi en comptes d'en Charlie tot i que ell no sabia que el seu germà no s'havia casat per culpa d'ell… La Judith decideix casar-se amb l'Herb, el pediatre però ell no ho té clar fins que l'Alan i en Charlie el convencen que digui que sí, ja que l'Alan rebrà un pagament dels noucasats cada mes. Després que les dues relacions dels germans fracassin, apareixen dos nous amors: un és amb la filla de la Berta, una jove molt guapa i atractiva que està embarassada i en Charlie amb la germana del pediatre, una noia que no suporta la Judith, igual que en Charlie. En Jake, té una infància influenciada pel seu pare, un home desesperat per trobar parella i el seu tiet, un home que tot el dia pensa en sexe amb el resultat que en Jake arrenca els seus pòsters d'en Harry Potter i enganxa, amb l'edat de dotze anys, pòsters de dones despullades.

### 5-6-7a temporada:
En Charlie comença la seva segona relació seriosa i per primera vegada ldiu «t’estimo» a una dona, però aquesta no correspon. A les primeres cinc temporades el comportament d'en Charlie evoluciona enormament, cada cop aprecia i dona més valor a la vida dels altres i comença a estimar els familiars. L'Alan, comença una relació amb la Lyndsey McElroy, la mare d'un dels millor amics d'en Jake, però la relació fineix quan accidentalment l'Alan crema la seva casa.

### 8a temporada:
La relació amb la Chelsie ha finit i en Charlie s'adona que en veritat estima la Rose tot i que només se n'adona quan ella se n'ha anat de viatge i diu que no el tornarà a veure mai més.

### 9atemporada
A la novena temporada, en Charlie mor perquè la Rose l'empeny a les vies del tren després d'assabentar-se que l'havia enganyat. Després de la seva mort, la casa de la platja es ven a Walden Schmidt (Ashton Kutcher), un millonari que s'estava divorciant de la seva dona. L'Alan, que s'havia anat a viure a casa de la seva mare, és acollit a la seva antiga casa per en Walden. Ell ha menester companyia i els tres (Alan, Walden i Jake) formen una família.

### 11a temporada:
La filla d'en Charlie busca son pare, però quan descobreix que en veritat ha mort es queda a viure a casa d'en Walden i l'Alan. En Jake, que era a l'exèrcit de tant en tant fa algunes aparicions per la sèrie però no sol a sortir als capítols. Una jove arriba a la casa de la platja, anunciant que és la filla biològica de Charlie Harper, Jenny (Amber Tamblyn). Es trasllada amb Walden i Alan, després mostra moltes de les característiques de Charlie, inclòs un amor per les dones i l'alcohol. Lyndsey comença a sortir amb un home anomenat Larry (D. B. Sweeney), i en un intent d'aprendre més sobre Larry, Alan pren el pseudònim de Jeff Strongman. La seva doble vida es complica quan «Jeff» comença a sortir amb la germana de Larry, Gretchen (Kimberly Williams-Paisley).

### 12a temporada:
A la 12a temporada, Walden decideix reorganitzar la vida i després d'un ensurt de salut decideix adoptar un nadó. S'adona que l'única manera de fer-ho és casar-se, però no coneix ningú que ho farà, per la qual cosa demana a Alan que es casi amb ell i fingeix que són una parella gai, assegurant així l'èxit en l'adopció. Jenny es trasllada amb Evelyn a causa que Walden i Alan es preparen per adoptar. Adopten un fill afroamericà, Louis (Edan Alexander), i posteriorment es divorcien per mantenir relacions amb les dones. Alan proposa a Lyndsey una segona vegada, i ella accepta, mentre Walden comença una relació amb la treballadora social de Louis, la senyora. McMartin (Maggie Lawson). Charlie es revela que encara està viu, havia estat presoner de Rose fins a escapar, però és assassinat abans que es pugui trobar amb Walden i Alan.

## Producció
Chuck Lorre i Lee Aronsohn van crear aquesta sèrie de televisió. Estrenada el 22 de setembre del 2003, la sèrie amb en Charlie tenia una mitjana d'audiència de 13,4 milions als Estats Units, és a dir, una de les sèries més vistes del moment. A l'episodi de la mort d'en Charlie Sheen i de l'aparició de l'Ashton Kutcher l'audiència va augmentar moltíssim i va arribar a ser el capítol més vist entre les nou primeres temporades. La sèrie es va aturar el 2015.
Charlie Sheen: en Charlie és el germà de l'Alan. És un famós pianista alcohòlic que s'ha passat tota la vida component cançons, bebent i estant amb dones. Un dia, la seva vida canvia per complet quan el seu germà amb el seu fill van a viure a casa seva. A partir d'aquest moment, en Charlie ens demostrarà diferents facetes de la seva personalitat.

## Personatges principals
Charlie Sheen: en
Charlie és el germà de l'Alan. És un famós pianista alcohòlic que s'ha passat tota la vida component cançons, bebent i estant amb dones. Un dia, la seva vida canvia per complet quan el seu germà amb el seu fill s'instal·len a casa seva. A
partir d'aquest moment, en Charlie ens demostrarà diferents facetes de la seva personalitat.

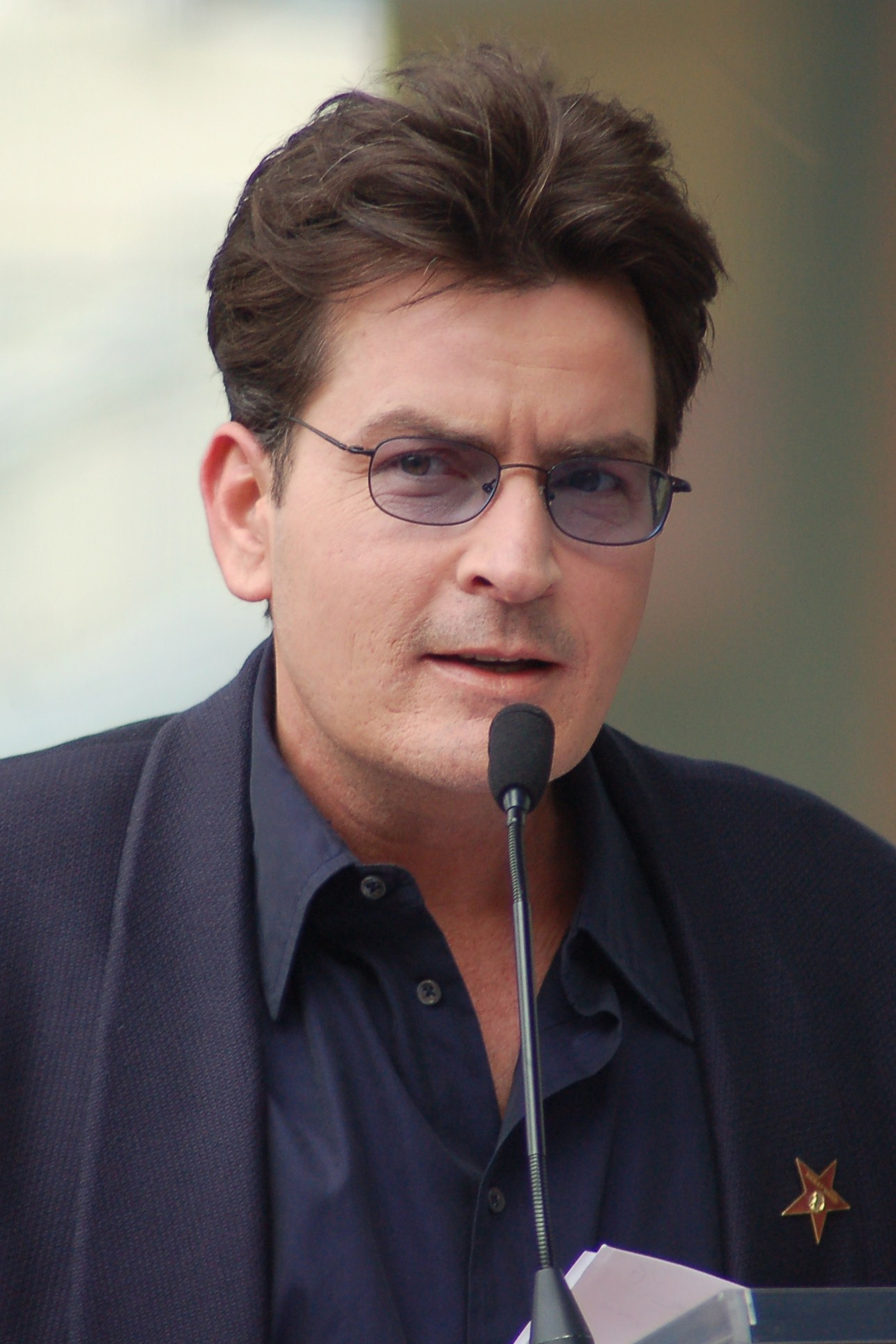

Jon Cryer: és l'actor del personatge de l'Alan Harper, el germà del Charlie. És un quiropràctic divorciat que durant tota la seva vida sempre ha tingut mala sort en el tema dels diners, de l'amistad i de l'amor. Amb el seu germà es formen llaços familiars (que no hi havia) i amb l'Ashton Kutcher es fan amics.

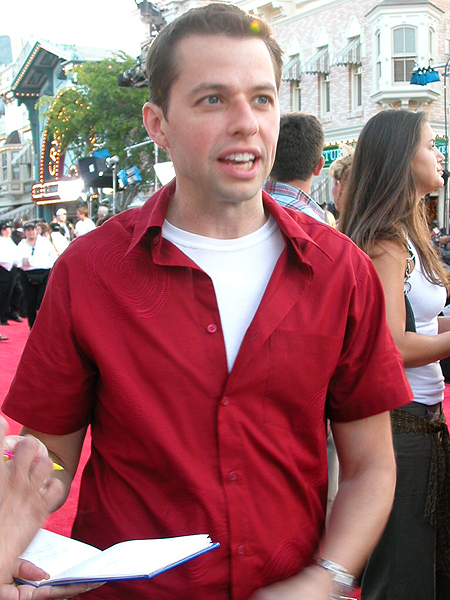

Angus T. Jones: és el fill de l'Alan i la Judith, el Jake Harper. És un nen poc espavilat que menja poc i al llarg de la sèrie podem veure evolució negativa ens els aspectes sobre l'educació, el respecte… Finalment entra a treballar a l'exèrcit dels Estats Units com a cuiner, ja que és la professió que volia ser d'ençà que era petit.

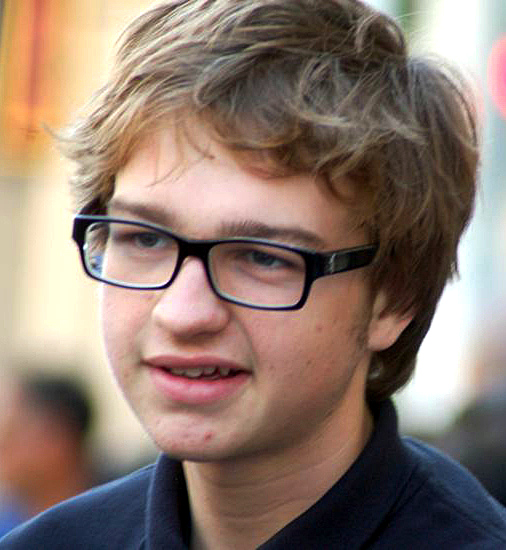

Conchata Ferrell: és l'actriu que protagonitza el paper de la dona de fer feines. És una dona manipuladora, sarcástica, malhumorada però és de la familia i bona amiga. El seu paper és cuidar la casa i fer riure la gent amb els seus comentaris.

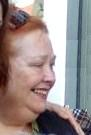

Holland Taylor: és la mare del Charlie i l'Alan i és protagonitzada per la persona Evelyn Harper. Té un caràcter molt semblant al del Charlie, és una agent de mobiliari manipuladora, rancorosa, que s'acosta amb molts homes. No té una bona relació amb la seva família, ja que segons ells mai no ha sigut una bona mare, no es preocupava d'ells ni els cuidava com si fossin els seus fills. Durant la sèrie, es comprova que en veritat els estima tot i que mai saps si diu la veritat perquè és manipuladora.

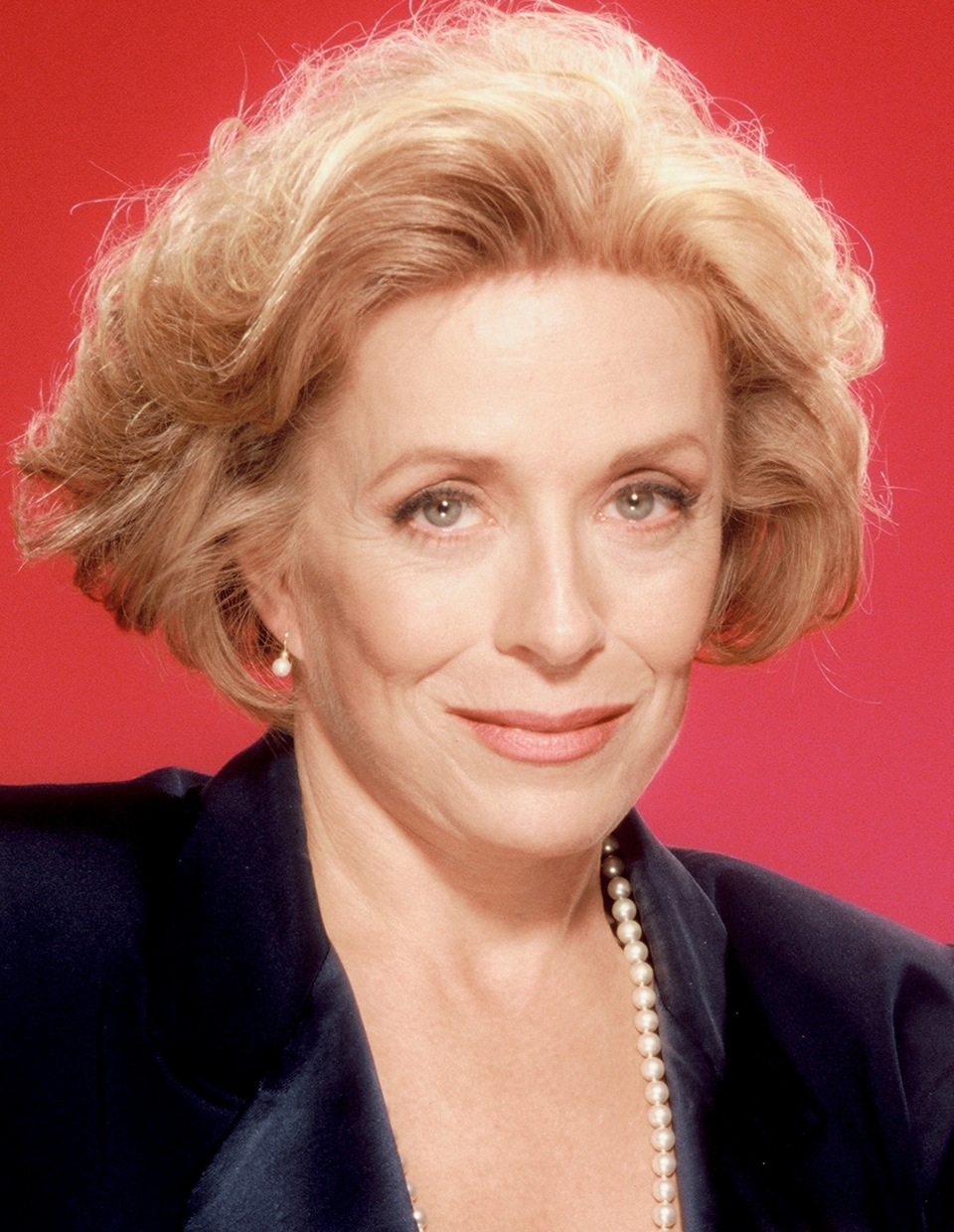

Ashton Kutcher: és el substitut del Charlie a les últimes temporades, en Walden Schmidt, el nou millor amic i company de l'Alan. És un multimillonari. Al començar la novena temporada, passa per un difícil divorci amb la seva estimada exesposa. El podríem descriure com una persona molt romàntica però sovint és infantil i immadur. 

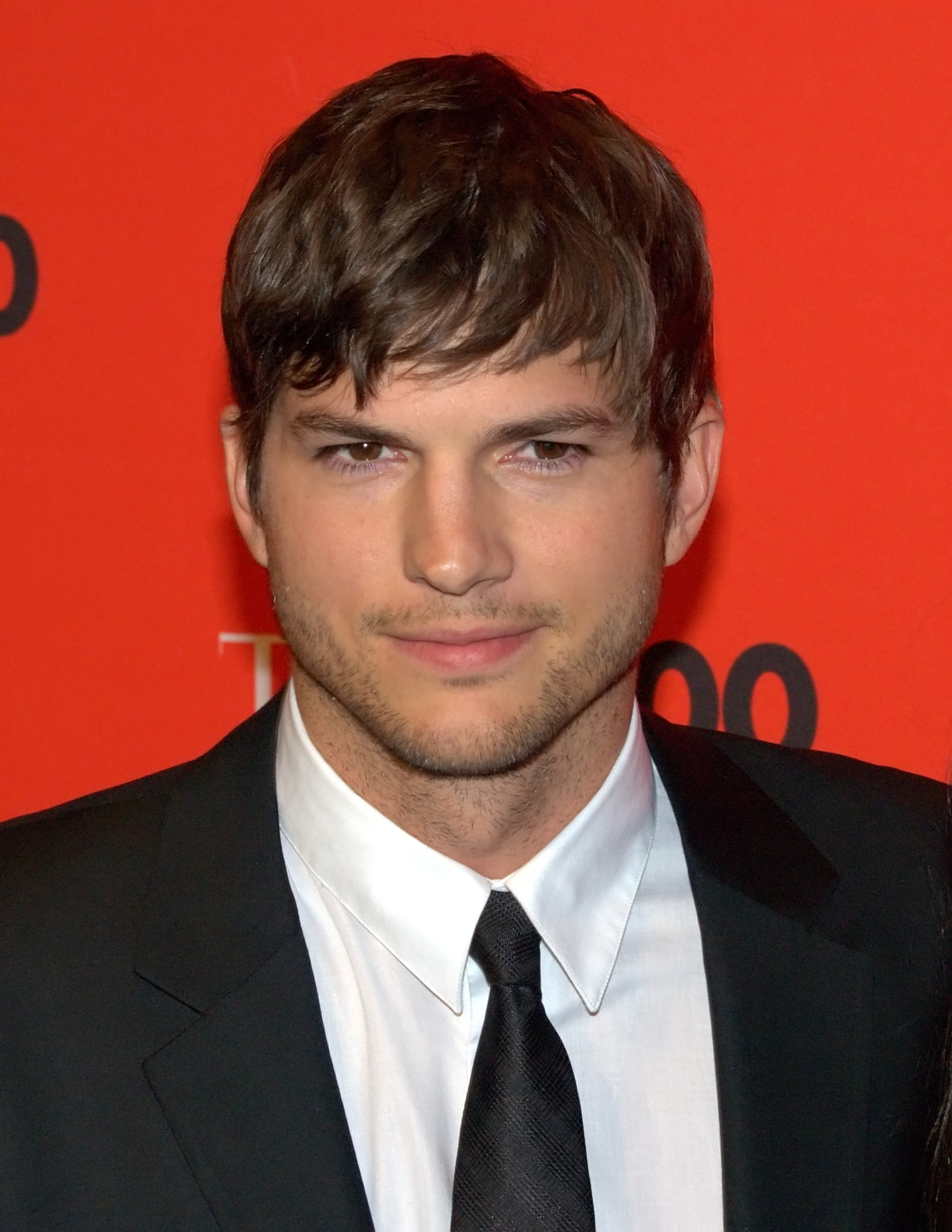

## Personatges secundaris
Marin Hinkle: a la sèrie es diu Judith Harper-Melnick i és la mare d'en Jake. És una persona venjativa, rancorosa, es posa de mal humor amb  facilitat… durant la sèrie ha passat per molts moments difícils i fins i tot en una temporada té una relació amb una persona del mateix sexe, una dona quan després diu que no és gay. És l'exesposa de l'Alan i durant les últimes temporades està casada amb l'Herb Melnick.

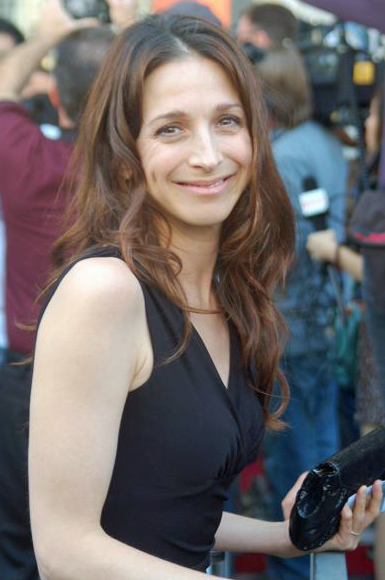

Jennifer Bini Taylor: és una de les xicotes formals del Charlie, la Chelsea. És una persona comprensiva, educada, agradable, atractiva i organitzada. Per la seva forma de ser canvia molt l'actitud d'en Charlie cap a les dones. Al final trenca la relació amb en Charlie però a la novena temporada, quan en Charlie mor, diu algunes paraules cap a ell.
April Bowlby: és la nòvia de l'Alan, la Kandi. És una persona infantil, immadura, irresponsable, una mica estúpida, pava i una mica irracional. Igualment que no havia sigut el tipus de persona que l'Alan buscava en una relació, al final s'acaba enamorant d'ella i de totes les característiques bones que té.

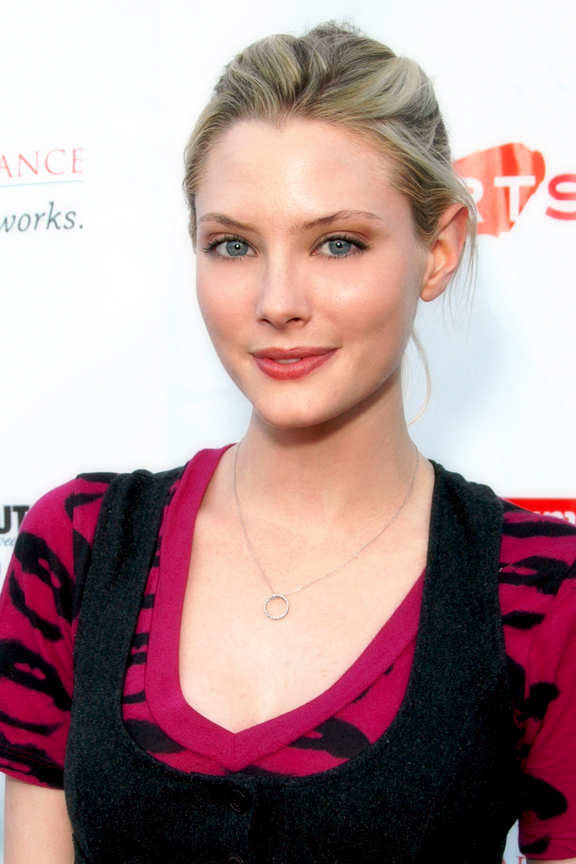

Melanie Lynskey: és la Rose, l'estranya veïna d'en Charlie. Durant quasi totes les temporades la Rose acusa en Charlie, el persegueix a tot arreu i fins i tot després de rebre una ordre d'allunyament ella continua seguint-lo a tot arreu. És una persona que s'obsessiona molt ràpid però també té molta paciència amb les coses. És molt comprensiva i intel·ligent alhora de saber els sentiments de la gent, ja que és psicòloga. Finalment en Charlie se n'enamora però en trair-la, el tira pel tren i acaba amb la seva vida.

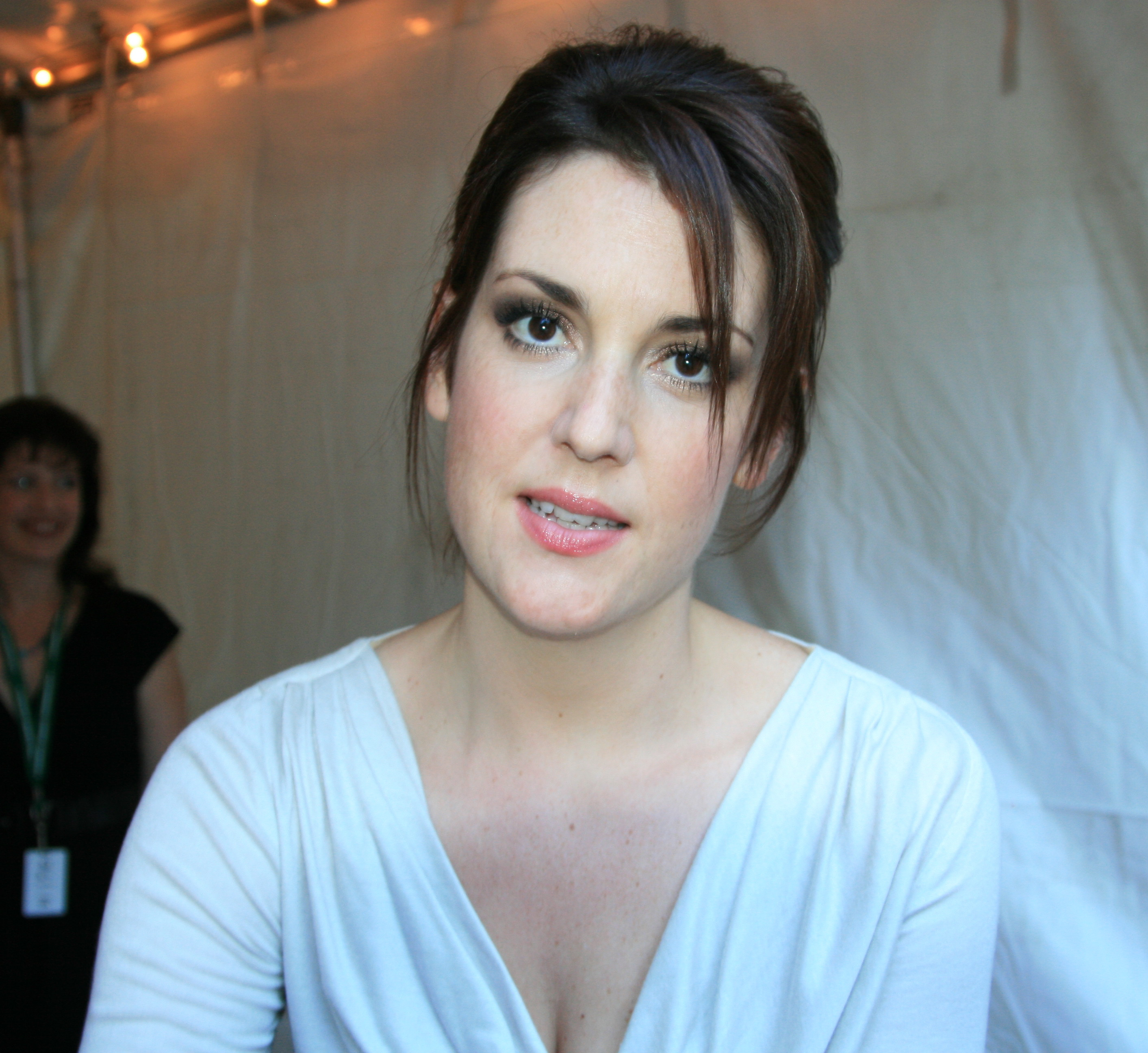

## Polèmiques
El 2010, va haver-hi un anunci on es veia Charlie Sheen entrant a un centre de rehabilitació de drogues. Mentre en Charlie anava al centre es va fer una pausa a la sèrie d'un mes. Després de filmar l'últim capítol de la setena temporada, Charlie Sheen va informar que el més convenient seria deixar la sèrie. Finalment va dir que acabaria de fer la vuitena i novena temporada. El 28 de gener del 2011, Charlie Sheen va entrar a un centre de rehabilitació pel seu compte per tercera vegada en un any. A mitjan vuitena temporada la temporada va ser suspesa durant un temps, ja que l'autor Charlie Sheen va insultar Chuck Lorre. El mes següent, a una entrevista amb Alex Jones, es va anunciar que Dos Homes i Mig deixaria de gravar la resta de la vuitena temporada. Aquest fet va causar l'acomiadament de 200 empleats, entre la Warner Bros, En Chuch Lorre i en Charlie Sheen i va suposar una pèrdua de deu milions d'euros. Més tard, Charlie Sheen va ser entrevistat per diferents revistes on va continuar criticant el creador de la sèrie. Com que els insults cap a ell eren freqüents es va decidir fer fora al protagonista el dia set de març del 2011 mitjançant un comunicat de premsa a la televisió. Mesos més tard, es va informar que la novena temporada s'estrenaria amb un reemplaçament, Charlie Sheen per Asthon Kutcher. Al capítol «Nice to meet you» on surt per primera vegada l'Ashton Kutcher, va tenir una audiència increible de 28,7 milions de persones. Ashton Kutcher gràcies a la gran audiència que reb, cobra uns 700.000 dòlars per capítol.

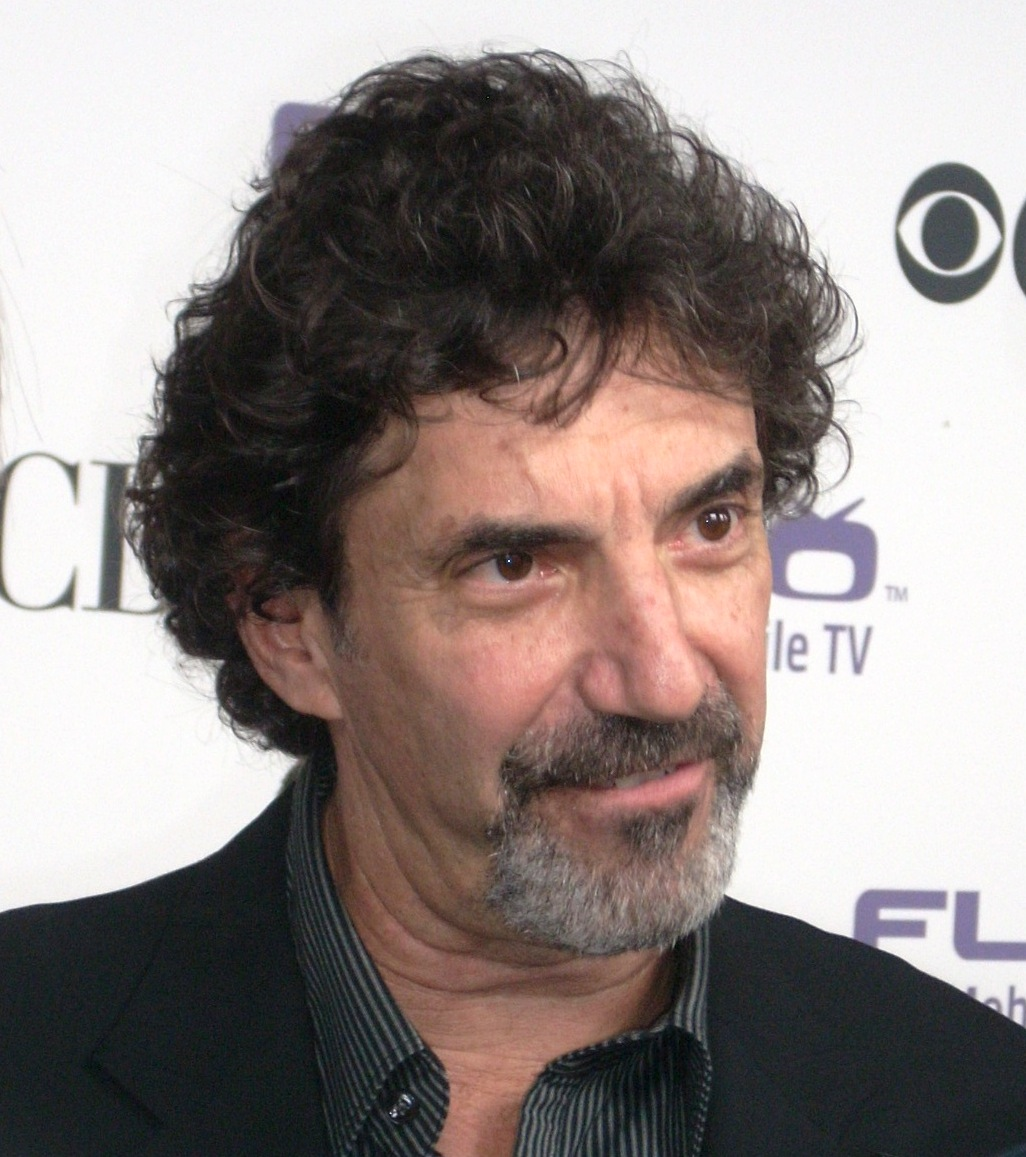

## Premis
| ANY              | CATEGORIA                                                        | QUI                                                           |
| 2005             | Excel·lent multi- càmera amb barreja de so amb afectes especials | Robert LaMasney, Charlie McDaniel, Kathy Oldham, Bruce Peters |
| 2006             | Excel·lent multi- càmera d'edició de fotografies per a una sèrie | Joe Bella                                                     |
| 2007             | Excel·lent multi- càmera d'edició de fotografies per a una sèrie | Joe Bella                                                     |
| 2007             | Premi en cinematografia de multi-càmera                          | Steven Silver                                                 |
| 2009             | Millor Actor de suport en una sèrie de Comèdia                   | Jon Cryer                                                     |
| 2011             | Premi en cinematografia de multi-càmera                          | Steven Silver                                                 |
| 2012             | Millor actor en una sèrie de comèdia                             | Jon Cryer                                                     |
| 2012             | Premi en cinematografia de multi-càmera                          | Steven Silver                                                 |
| 2012             | Millor actriu convidada en una sèrie de Comèdia                  | Kathy Bates                                                   |
| 2004, 07,08 i 09 | Millor sèrie de comèdia                                          | Dos homes i mig                                               |
| 2008             | Millor actor en una sèrie de comèdia                             | Charlie Sheen                                                 |